# Peptidoglikan
Murein je organska makromolekula. Osnova je bakterijske stanične stijenke i modrozelenih alga (razvojna grana Eubacteria).
Murein staničnoj stijenci daje čvrstoću i oblik. Uloga mu je zaštitna. Njegova je funkcija u prvom redu mehanička, on staničnoj stijenci daje čvrstoću i oblik. Ovisno kakva je struktura i udio drugih tvari u bakterijskoj staničnoj stijenci kojima je murein protkan, bakterije dijelimo u dva razreda: gram-pozitivne bakterije i gram-negativne bakterije. Prva je skupina zbog više slojeva mureina otpornija i krutija, a druga je zbog tankog sloja osjetljivija na mehanička oštećenja. Zbog ostalih tvari javlja se i različita reakcija na bojanje po Gramu.
Novija literatura umjesto pojma murein rabi pojam peptidoglikan.
Murein je svojstven staničnim stijenkama eubakterija (prokarioti) i nema ga u arheobakterija ni u eukariota.